# 広末常三郎 (1864年生の実業家)
広末 常三郎（廣末 常三郎、ひろすえ つねさぶろう、1864年12月13日〈元治元年11月15日〉 - 1924年〈大正13年〉9月24日）は、日本の商人（金物並びに度量衡販売商）、実業家。族籍は高知県平民。
女優の広末涼子は玄孫である。

## 経歴
高知県安芸郡安田村庄田（現・安田町）出身。西山寅三郎の三男。廣末三五郎の養子となり、金物商・広末常三郎商店を開業する。
高知金融無尽社長、高知金融信託、土佐牛乳、土佐水産各取締役、高知瓦斯、土佐水産各監査役、土佐度量衡合名会社代表社員、合資会社桜木酒店有限責任社員などをつとめる。

## 人物
住所は高知市種崎町（現・高知市はりまや町）。

## 家族・親族
広末家
- 養父・三五郎[1]（高知県安芸郡田野町の農家[4]）
- 妻・栄（1868年 - ?、高知士族、大久保喜久馬の妹）[1]
- 二男・常三郎（前名・健次、1890年 - 1944年、実業家、金物商、高知県多額納税者）
- 男・静一（1893年 - ?、金物商[10]、広末金物店、高知百貨販売各社長[11]、広末涼子の曽祖父）
- 男・龍吉（1898年 - ?）[1]
- 五男・栄三郎（1905年 - ?）[1]

親戚
- 長女の夫の父・桜木嘉右衛門（酒造業、貴族院多額納税者議員）